# ویلفرد کانگا
ویلفرد کانگا (انگلیسی: Wilfried Kanga؛ زادهٔ ۲۱ فوریهٔ ۱۹۹۸) بازیکن فوتبال اهل فرانسه است.
وی همچنین در تیم‌های ملی فوتبال Ivory Coast national under-20 football team و زیر ۲۰ سال فرانسه بازی کرده‌است.